# Casa colonica

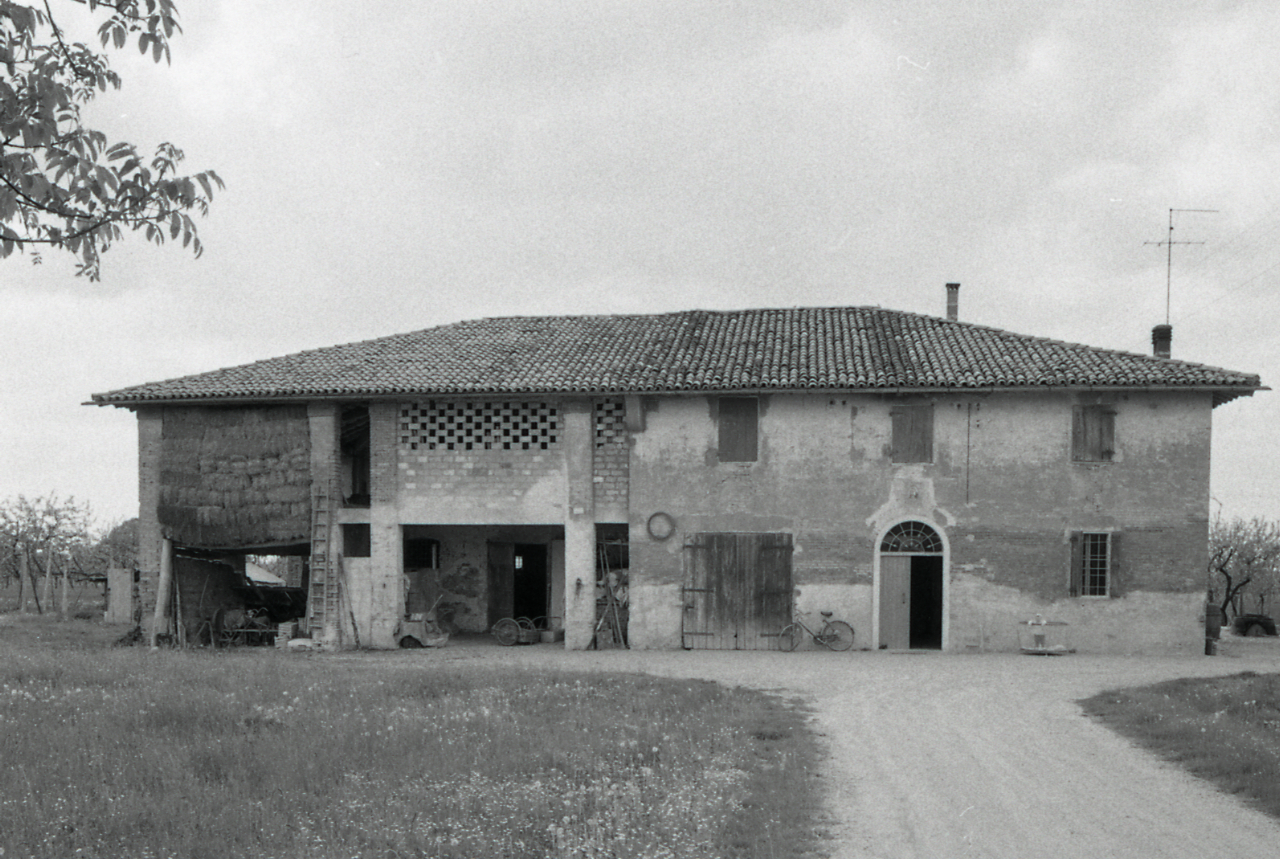
Casa colonica nella provincia di Bologna.

Una casa colonica è una dimora rurale in cui la famiglia che vi abita e vi lavora non è proprietaria, né della stessa, né dello stesso fondo, ma è vincolata da un contratto di mezzadria con il proprietario.
Tipico di molte case coloniche era il colore rosso della tinteggiatura esterna, talvolta con un riquadro bianco nel quale venivano indicati il nome del proprietario e il numero della colonia.

## Rapporti col proprietario
Questa situazione implica non l'esazione di un affitto concordato a priori, ma della consegna del 50% (o di una frazione diversamente concordata) di tutto il raccolto. Per contro il proprietario si impegna a partecipare nella medesima misura a pagare le spese relative a prodotti per la lavorazione del fondo e alle spese di manutenzione ordinaria della casa e a eventuali spese assicurative.
Se da un lato questo contratto si adatta meglio ad eventuali annate di crisi, dall'altra impone al mezzadro di produrre almeno il doppio di quanto è necessario per la propria sussistenza anche negli anni in cui il raccolto è scadente.
Il controllo sui coloni talvolta non veniva esercitato personalmente dal proprietario, ma da una sua persona fidata chiamata comunemente castaldo. Il colono ha altresì l'obbligo di tenere un registro (prima nota) nel quale annota tutte le spese e tutti i ricavi, scrittura che dovrà poi essere presa in visione e approvata dal proprietario.